# Gare de Saint-Pierre-la-Cour
Pour les articles homonymes, voir Gare de Saint-Pierre.
La gare de Saint-Pierre-la-Cour est une gare ferroviaire française de la ligne de Paris-Montparnasse à Brest. Elle est située sur le territoire de la commune de Saint-Pierre-la-Cour, dans le département de la Mayenne en région Pays de la Loire.
C'est une halte ferroviaire de la Société nationale des chemins de fer français (SNCF), desservie par des trains express régionaux TER Pays de la Loire, circulant entre les gares du Mans ou Laval et de Rennes.

## Situation ferroviaire
Établie à 133 m d'altitude, la gare est située au point kilométrique (PK) 321,492 de la ligne de Paris-Montparnasse à Brest, entre les gares de Port-Brillet et Vitré.

## Service des voyageurs

### Accueil
Halte SNCF, c'est un point d'arrêt non géré (PANG) à entrée libre. Elle est équipée d'automates pour l'achat des titres de transport.

### Desserte
Saint-Pierre-la-Cour est desservie par des trains TER Pays de la Loire, circulant entre les gares du Mans ou Laval et de Rennes.

### Intermodalité
Un parking pour les véhicules y est aménagé.